# Анастасиа Мандић
Анастасиа Ања Мандић (негде и као Анастасија; Београд, 24. јул 1973) српска је позоришна и телевизијска глумица. Студирала је глуму на Факултету драмских уметности у Београду, а након тога постала стална чланица Народног позоришта у Београду.

## Биографија
Рођена је 24. јула 1973. године у Београду, где је завршила основу и средњу школу.
Анастасиа потиче из глумачке породице, баба јој је била глумица, а деда Александар Огњановић, позоришни редитељ и оснивач Београдског драмског позоришта. Њена мајка Огњанка Огњановић је такође глумица, а отац Предраг Радојковић је био балетски играч.
Након развода, Анастасијина мајка се удала за глумца Милоша Жутића, а њен отац са мајком водитеља и глумца Милана Калинића, са којим је Анастасиа одрасла, као и са Катарином Жутић, ћерком Милоша Жутића.
Често је посећивала позоришта, а након завршетка основне и средње школе уписује се на Факултету драмских уметности у Београду, где дипломира 1996. године на смеру глуме, у класи професора Миленка Маричића и Бранислава Мићуновића. Исте године остварила је мању улогу у телевизијској серији Срећни људи.
Од 2000. године постала је стална чланица Народног позоришта у Београду, а глумила је још и у Звездара театру, Југословенском драмском позоришту, Атељеу 212 и у позоришту Бошко Буха. Године 2004. удала се за глумца Милорада Мандића, са којим је била у браку све до његове смрти 2016. године. Из брака са њим има сина Андрију.
Иако се првенствено посветила позоришној каријери, Анастасиа је током друге деценије 21. века остварила већи број улога у телевизијским серијама.

## Филмографија
| Год.       | Назив                      | Улога                    |
| ---------- | -------------------------- | ------------------------ |
| 1990-е     |                            |                          |
| 1996.      | Срећни људи                | студенткиња Катарина     |
| 2000-е     |                            |                          |
| 2005.      | Идеалне везе               | Катарина Вујић           |
| 2009—2011. | Село гори, а баба се чешља | Војка                    |
| 2010-е     |                            |                          |
| 2013.      | Певај, брате!              | тетка Славка             |
| 2016.      | Андрија и Анђелка          | Нела                     |
| 2017.      | Синђелићи                  | Софија                   |
| 2017.      | Сенке над Балканом         | службеница у пошти       |
| 2017.      | Пси лају, ветар носи       | Јованка                  |
| 2018.      | Јутро ће променити све     | Светлана                 |
| 2018.      | Ургентни центар            | Дуња Ћук                 |
| 2018—2019. | Жигосани у рекету          | министарка културе Борка |
| 2019.      | Шифра Деспот               | врачара Ружа             |
| 2019.      | А.С.(25)                   | Миља                     |
| 2019—2020. | Преживети Београд          | Станислава               |
| 2020-е     |                            |                          |
| 2021-      | Радио Милева               | Викторија Марић          |
| 2021.      | Једини излаз (ТВ серија)   | сестра Снежана           |
| 2021.      | Азбука нашег живота        | Лидија                   |

## Позоришне представе
- Тетовирана ружа
- Стилске вежбе
- Кокице (Брук)
- Ревизор (Жена Хлоповљева)
- Сан летње ноћи (Хермија)
- Чујеш ли мама мој вапај (Јованка)
- Сабирни центар (Јелена Катић)
- У пламену страсти (Марија)
- Љубавник великог стила (Мери Смит)
- Буре барута
- Београдска трилогија (Сања)
- Лагум
- Кнегиња из Фоли Бержера
- Не знам шта је секс, али питање је одговор
- Животињско царство (Антилопа)
- Чуварка базена (Мајка)
- Играјући жртву (Конобарица)
- Велика драма (Вјера)
- Хеда Габлер (Госпођа Елвстед)
- Важно је звати се Ернест (Гвендолин Ферфакс)
- Огвожђена (Радица)
- Избирачица (Малчика)
- Народно посланик (Госпа Марина)
- Родољупци (Нанчика)
- Народна драма (Јелица)
- Царство мрака (Кума)
- Сумњиво лице (Миладинка)
- Деведесете (Лена)
- Прича се по граду[12]

## Награде и признања
- Награда за епизоду „Никола Милић“, на Фестивалу Дани комедије у Јагодини, за улогу Луси у представи „Не знам шта је секс, али питање је одговор“, Позоришта Бошко Буха.[8]
- Награда за глумицу вечери на 20. Глумачким свечаностима „Миливоје Живановић“.
- Јавна Похвала за резултате у раду од изузетног и посебног значаја за успешну активност Народног позоришта у Београду, за сезону 2015/2016.[8]